# Tetrastigma nilagiricum
Tetrastigma nilagiricum är en vinväxtart som först beskrevs av Friedrich Anton Wilhelm Miquel, och fick sitt nu gällande namn av B.V. Shetty. Tetrastigma nilagiricum ingår i släktet Tetrastigma och familjen vinväxter. Inga underarter finns listade i Catalogue of Life.